# Área metropolitana de Madrid
Die Comarca Área metropolitana de Madrid ist eine der neun Comarcas in der autonomen Gemeinschaft Madrid.
Die im Zentrum gelegene Comarca umfasst 21 Gemeinden auf einer Fläche von 1.523,25 km².

## Gemeinden
| Gemeinde                             | Einwohner (2024) | Fläche km² | Dichte Einw./km² | Cod INE | Postleitzahl             |
| ------------------------------------ | ---------------- | ---------- | ---------------- | ------- | ------------------------ |
| Alcalá de Henares                    | 200.702          | 87,72      | 2.288            | 28005   | 28800–28807              |
| Alcobendas                           | 121.373          | 44,98      | 2.698            | 28006   | 28100, 28108, 28109      |
| Alcorcón                             | 173.625          | 33,73      | 5.147            | 28007   | 28921, 28925             |
| Boadilla del Monte                   | 65.839           | 47,20      | 1.395            | 28022   | 28660                    |
| Coslada                              | 80.760           | 12,01      | 6.724            | 28049   | 28821–28823              |
| Fuenlabrada                          | 190.790          | 39,41      | 4.841            | 28058   | 28940–28947              |
| Getafe                               | 189.906          | 78,38      | 2.423            | 28065   | 28901–28909              |
| Leganés                              | 194.084          | 43,09      | 4.504            | 28074   | 28910–28919              |
| Madrid                               | 3.416.771        | 605,77     | 5.640            | 28079   | 28001–28080              |
| Majadahonda                          | 73.355           | 38,47      | 1.907            | 28080   | 28220–28222              |
| Móstoles                             | 214.006          | 45,36      | 4.718            | 28092   | 28930–28939              |
| Parla                                | 134.833          | 24,51      | 5.501            | 28106   | 28980–28984              |
| Pinto                                | 56.003           | 62,04      | 903              | 28113   | 28320                    |
| Pozuelo de Alarcón                   | 89.378           | 43,20      | 2.069            | 28115   | 28223, 28224             |
| Las Rozas de Madrid                  | 98.590           | 58,31      | 1.691            | 28127   | 28231, 28232, 28290      |
| San Fernando de Henares              | 38.980           | 39,86      | 978              | 28130   | 28830                    |
| San Sebastián de los Reyes           | 94.969           | 58,66      | 1.619            | 28134   | 28701–28703, 28706–28709 |
| Torrejón de Ardoz                    | 140.626          | 32,62      | 4.311            | 28148   | 28850, 28851             |
| Torrelodones                         | 25.316           | 21,95      | 1.153            | 28152   | 28250                    |
| Tres Cantos                          | 52.932           | 37,93      | 1.396            | 28903   | 28760                    |
| Villaviciosa de Odón                 | 29.273           | 68,05      | 430              | 28181   | 28670–28679              |
| Comarca Área metropolitana de Madrid | 5.682.111        | 1.523,25   | 3.730            | –       | –                        |

1. ↑  Instituto Nacional de Estadística Municipal Register of Spain